# Blinzknorpelknick
Als Blinzknorpelknick (Syn. Blinzknorpeleversion) bezeichnet man eine Abknickung des Blinzknorpels (Cartilago palpebrae III) in der Nickhaut nach außen. Die Erkrankung tritt vor allem bei jungen Haushunden großer Rassen auf, selten auch bei Katzen. Ursache ist vermutlich eine Disproportion im Wachstum der lid- und augenseitigen Anteile des Blinzknorpels. 
Die Blinzknorpeleversion zeigt sich in einem Umschlagen des freien Nickhautrandes nach außen. Zusätzlich tritt zumeist eine Bindehautentzündung mit Augenausfluss auf. Differentialdiagnostisch sind vor allem ein Nickhautvorfall anderer Ursache, ein Nickhautdrüsenvorfall und Tumoren der Nickhaut auszuschließen. Die Therapie erfolgt chirurgisch, wobei zumeist nur der umgeschlagene Knorpelteil reseziert wird.